# Brendan Daly
Brendan Daly (2 février 1940 - 6 juillet 2023) est un homme politique irlandais du Fianna Fáil. Il est Teachta Dála (TD) pour la circonscription de Clare, ministre du gouvernement et sénateur.

## Biographie
Daly est né le 2 février 1940 à Cooraclare, dans le comté de Clare, et fait ses études localement à l'école CBS Kilrush. Sa carrière politique commence aux élections générales de 1973, lorsqu'il est élu au Dáil Éireann en tant que député du Fianna Fáil pour Clare. Il conserve son siège lors de six autres élections générales avant de le perdre aux élections générales de 1992. Il est réélu aux élections générales de 1997, mais est de nouveau battu aux élections générales de 2002.
Daly est un fervent partisan de Charles Haughey pendant sa période à la tête du Fianna Fáil. En 1980, Daly devient ministre d'État au ministère du Travail. En 1982, il rejoint le Cabinet en tant que ministre des Pêches et des Forêts. Lorsque le Fianna Fáil revient au pouvoir après les élections générales de 1987, il redevient ministre, cette fois en tant que ministre de la Marine dans le 20e gouvernement irlandais.
Daly n'est pas reconduit dans ses fonctions lorsque le Fianna Fáil entre dans la coalition avec les Démocrates progressistes après les élections générales de 1989, mais est nommé ministre d'État au ministère du Taoiseach chargé des Affaires du patrimoine et ministre d'État au ministère des Finances. avec la responsabilité du Bureau des Travaux Publics. Il revient au cabinet en février 1991 en tant que ministre de la Défense. En novembre, Albert Reynolds et Pádraig Flynn sont limogés du gouvernement et Daly est nommé ministre de la Protection sociale. Son mandat au Cabinet est de courte durée ; en février 1992, Haughey démissionne de son poste de Taoiseach et est remplacé par Reynolds, qui ne garde pas Daly au cabinet. Il est nommé ministre d'État au ministère des Affaires étrangères à partir de février 1992.
Daly perd son siège au Dáil lors des élections de cette année-là, conservant son poste de ministre d'État jusqu'à la formation d'un nouveau gouvernement en janvier 1993. Il se présente à l'élection du Seanad au collège agricole et est réélu au 20e Seanad.
Daly est réélu au Dáil aux élections générales de 1997 mais perd son siège aux élections générales de 2002. Il se présente aux élections au 22e Seanad au sein du collège du travail et est réélu au Seanad pour la deuxième fois. Il échoue de nouveau aux élections générales de 2007 et ne participe pas aux élections suivantes pour le 23e Seanad. Il se retire alors de la vie publique,.
Brendan Daly est marié à Patricia Carmody de Kilrush, comté de Clare, du début des années 1970 jusqu'à sa mort en 2014 et ils ont trois enfants. Daly est décédé le 6 juillet 2023, à l'âge de 83 ans.